# Słonecznica pospolita
Słonecznica pospolita, owsianka, wierzchówka, słonecznica (Leucaspius delineatus) – gatunek małej słodkowodnej ryby z rodziny karpiowatych (Cyprinidae), jedyny przedstawiciel rodzaju Leucaspius.

## Występowanie
Małe zbiorniki wodne lub niewielkie, wolno płynące rzeki od dorzecza Renu, na północ od Alp, po dorzecze Uralu, i w zlewisku Morza Kaspijskiego. W Polsce jest gatunkiem pospolitym na obszarze całego kraju. Żyje w dużych stadach. Zwykle trzyma się blisko powierzchni wody, wśród gęstego porostu przybrzeżnej roślinności.

## Opis
Długość przeciętnie 6–9 cm, samice (maksymalnej długości do 12 cm) są nieco większe od samców. Ciało wrzecionowate, bocznie nieco spłaszczone; łuski duże, srebrzyście lśniące, łatwo odpadające (44–48 wzdłuż ciała). Górnie ustawiony, mały otwór gębowy; spiczaste zakończenie żuchwy wchodzi w płytkie zagłębienie szczęki. Niepełna linia boczna zaznaczona jest jedynie na 7–12 łuskach. Krawędź brzucha pomiędzy płetwami brzusznymi, a płetwą odbytową w formie kila. Zęby gardłowe jedno- lub dwurzędowe, 5–4. Grzbiet od koloru brązowawego do oliwkowego. Boki intensywnie srebrzyste z niebieskawym połyskiem, brzuch białawy. Wzdłuż ciała biegnie długa, niebieska smuga, szczególnie wyraźna na trzonie ogonowym. Płetwy ciemnoszare, czasem z czerwonawym odcieniem.

## Odżywianie
Młode osobniki żywią się głównie planktonowymi glonami, starsze zjadają plankton zwierzęcy, roślinny i owady trafiające z powietrza do wody.

## Rozród

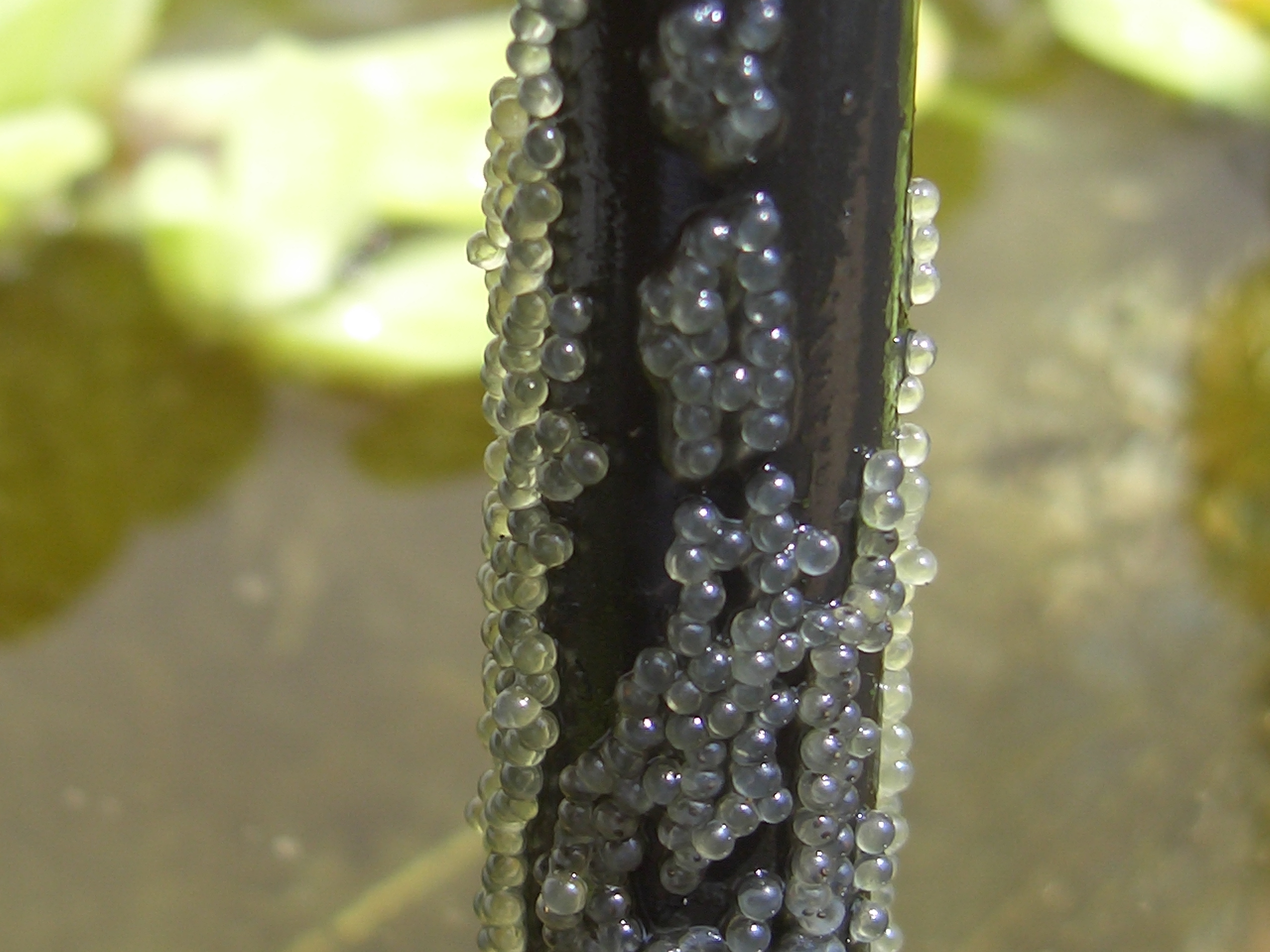
Ikra słonecznicy

Tarło odbywa się od IV do VI. U samców występuje w tym czasie wysypka tarłowa, u samic pojawiają się w okolicy odbytu 3 okrągłe wypukłości. Za pomocą krótkiego pokładełka samica przykleja składaną ikrę (o średnicy 1 mm), kolistymi lub spiralnymi rzędami, do łodyg roślin. Do czasu wyklucia się larw (po 9–12 dniach) samiec opiekuje się złożoną ikrą. Narybek jest bardzo aktywny i tworzy ławice pod powierzchnią wody. 
Słonecznice uzyskują dojrzałość płciową pod koniec pierwszego roku życia.